# Better Angels
«Mejores Angeles» —título original en inglés: «Better Angels»— es el décimo segundo episodio de la  segunda temporada de la serie de terror The Walking Dead que se emitió en AMC en Estados Unidos y Canadá el 11 de marzo de 2012.
Tras la muerte de Dale Horvath en el episodio anterior, este episodio presenta un cambio en las actitudes entre los miembros del grupo. Este episodio presenta la muerte de Shane Walsh (Jon Bernthal). Este episodio explora las profundidades del comportamiento antagónico de Shane, que culminó con su asesinato de Randall (Michael Zegen) y, finalmente, una confrontación fatal con Rick donde se encuentra con su propia desaparición prematura.
La muerte de Dale también influye en el desarrollo del carácter de Carl Grimes que ha demostrado una mayor madurez al enfrentar la realidad de la muerte de personas cercanas a él y las consecuencias de sus acciones. Este crecimiento mental se muestra cuando usa apropiadamente su arma para despachar a un Shane zombificado y salva la vida de su padre.
De esta forma nos revela el creador Robert Kirkman, describiendo de esta manera: "Esa escena allí, Carl nunca hubiera tenido la fuerza para apretar el gatillo y salvar a su padre de Shane zombificado si no hubiera tenido esa experiencia con Dale y se sintiera responsable de haber matado a Dale porque no era él". es capaz de disparar a ese zombi"..
El episodio marca la salida de Jon Bernthal del elenco principal de la serie, tras haber interpretado a Shane Walsh durante dos años consecutivos.

## Trama
La muerte de Dale Horvath ha tenido un impacto profundo en la cohesión del grupo. Rick Grimes (Andrew Lincoln), reflexionando sobre las últimas palabras de Dale de que el grupo está "roto", decide en abandonar la ejecución de Randall (Michael Zegen) y planea liberar al chico, Hershel Greene (Scott Wilson) permite que el grupo permanezca cuando se acerca el invierno y ayudan a reunir suministros y asegurar su granja colocando muros de madera para evitar que los caminantes ingresen en su morada, Carl Grimes (Chandler Riggs) lleno de culpa, revela su papel en los eventos que rodearon la muerte de Dale y Rick lo ayuda a consolarlo.
Shane Walsh (Jon Bernthal) se queda sin palabras después de que Lori Grimes (Sarah Wayne Callies) expresa todos sus sentimientos hacia Shane, incluyendo la incertidumbre, arrepentimiento y aprecio hacia su examante en un intento de mantenerlo estacionado con el grupo, Shane se cuela en el granero, y lleva a Randall a punta de pistola al bosque, durante el camino Shane le rompe el cuello de Randall, matándolo instantáneamente y luego se golpea la cara contra un árbol y esconde su arma.
Shane regresa justo cuando se descubre la ausencia de Randall, Shane dice que Randall había escapado y lo había dominado antes de correr hacia el bosque, Rick, Shane, Daryl (Norman Reedus) y Glenn (Steven Yeun) partieron en búsqueda de Randall, se separaron, con Shane guiando a Rick en una dirección. Daryl y Glenn descubren a Randall, ahora reanimado como caminante, y Glenn lo despacha con un machete, segundos después ambos indagan el cadáver y descubren que murió por el cuello roto, pero que no había sufrido ninguna mordida de un caminante y se cuestionan cómo Randall se había convertido en un caminante.
Mientras tanto, Shane sigue guiando a Rick hacia la granja, pero Rick sospecha que Shane quiere asesinarlo. Shane apunta con su arma a Rick, el alguacil se niega a participar, desafiando a Shane a matar a un hombre desarmado, Rick continúa hablando con Shane, permitiéndole acercarse lo suficiente como para apuñalar a Shane en el pecho, Rick logra apuñalarlo y muere, mientras Rick llora por su amigo perdido, mientras está de luto, Carl se acerca y apunta su arma hacia Rick, su padre piensa que Carl está molesto porque mató a Shane y trata de convencerlo, Rick se sorprende cuando Carl dispara al cuerpo zombificado de Shane que estaba avanzando hacia Rick desde atrás, matándolo, desconocido para ellos, el disparo de Carl ha atraído la atención de una horda de caminantes en los bosques cercanos que comienzan a avanzar en su ubicación.

## Producción

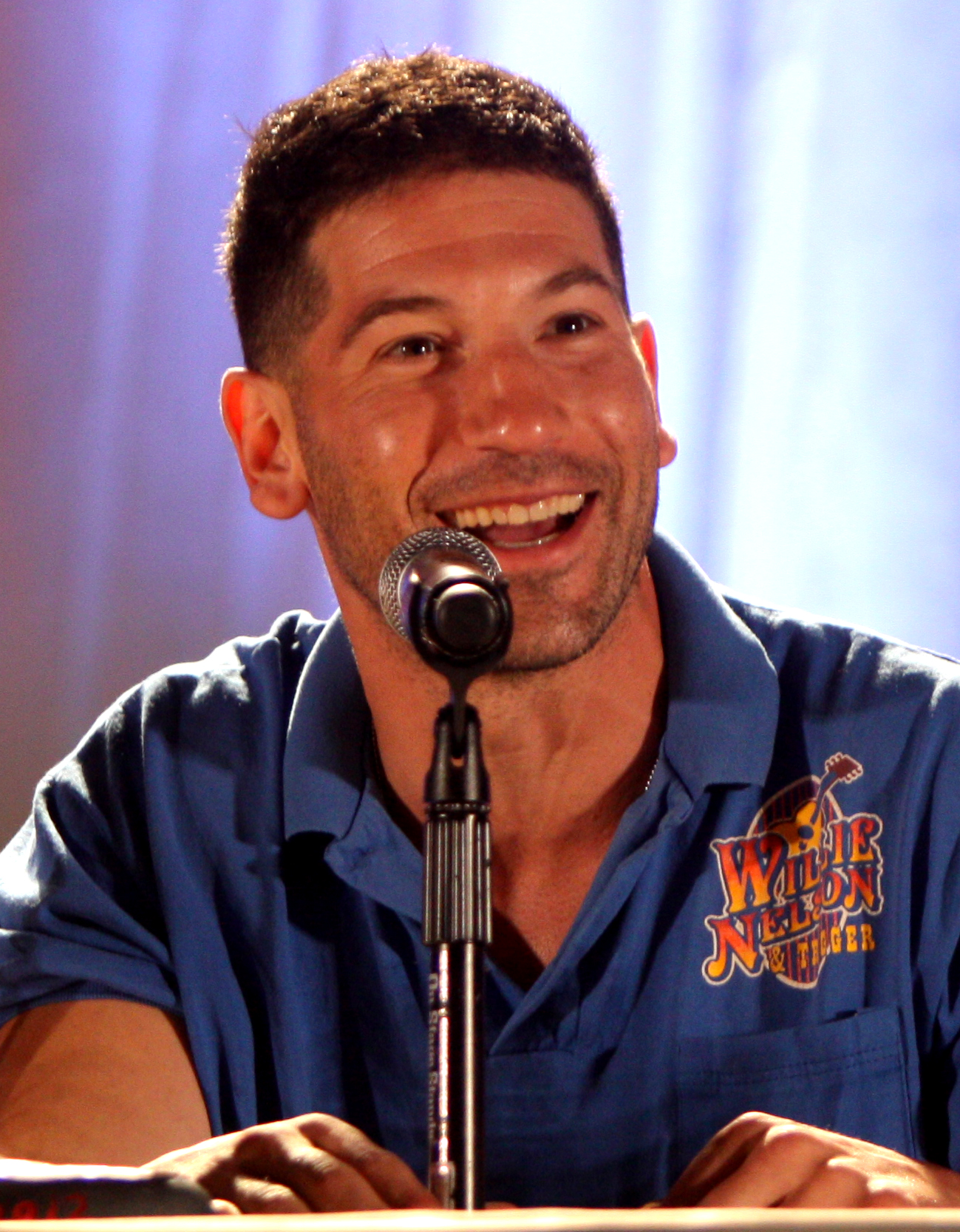
Jon Bernthal hizo su última aparición en este episodio después de que su personaje es asesinado por Rick y Carl.

"Better Angels" fue dirigida por Guy Ferland y escrita por Evan Reilly y escritor Glen Mazzara. El episodio presenta la muerte de Shane Walsh, quien fue apuñalado en el pecho por Rick Grimes. Posteriormente, Shane reanima a un zombi y Carl Grimes le dispara en la cabeza. Las conversaciones iniciales sobre matar al personaje comenzaron antes del proceso de audición de la serie. Debido a la corta duración de la primera temporada de The Walking Dead, los productores decidieron conservar la idea hasta la temporada siguiente.
El escritor Robert Kirkman comentó: "Sabíamos desde el día 1 cuando nos sentamos en la sala de escritores para sacar la segunda temporada que esta iba a ser la temporada en la que Shane murió. Siempre se trataba de trabajar para lograr eso y construyendo ese personaje y estableciendo esta confrontación entre Rick y Shane." Jon Bernthal admitió que no tuvo entrenamiento antes de la escena, y dijo que muchos de los escritores y miembros del elenco dividido sobre cómo ejecutar la secuencia. "Hubo mucha discusión yendo y viniendo, un montón de discusiones yendo y viniendo en lo que esa última escena realmente debería ser, entre yo y Andy y los escritores. Y todo el mundo tuvo su propia opinión sobre lo que fue la última escena en realidad."
En su entrevista con Entertainment Weekly, Bernthal recordó la producción de la escena:

Filmamos esa escena toda la noche. Y salió todo el elenco y pasé toda la noche en ese campo para estar allí para la última escena, y Jeff DeMunn [...] en realidad se había ido. Viví en una granja en el estado de Nueva York, y él había volado y me sorprendió estar allí para mi última escena, lo cual me emocionó. Y como dije, había mucho sentimiento sobre la última escena. Los escritores querían que fuera de una manera, los actores lo querían de una manera, los productores querían que fuera de otra manera, creo que todo el mundo tenía su idea de cómo debería ser esa escena, y solo Andy y yo en el Woods salió juntos, y Andy y yo nos miramos y dijimos: "¿Sabes qué? Somos tú y yo. Hagámoslo por ti y por mí".

La especulación relacionada con la liberación de Bernthal surgió por primera vez en enero de 2012, cuando se anunció que estaba negociando con Frank Darabont para ser parte de su próximo proyecto de televisión  L.A. Noir , que más tarde se conocería como Mob City .

## Recepción

### Respuesta crítica
Zack Handlen escribiendo para The A.V. Club calificó el episodio A- en una escala de A a F. Eric Goldman at IGN dio el episodio 8.5 de 10.

### Calificaciones
Tras su emisión inicial el 11 de marzo de 2012, "Los mejores ángeles" fue visto por 6.89 millones de espectadores, subió ligeramente con respecto al episodio anterior.